# August van Saksen-Gotha-Altenburg
Emiel Leopold August (Gotha, 23 november 1772 — aldaar, 17 mei 1822), roepnaam Emiel, maar officieel August, was van 1804 tot 1822 hertog van Saksen-Gotha-Altenburg. Hij was de zoon van hertog Ernst II en Maria Charlotte van Saksen-Meiningen, dochter van Anton Ulrich van Saksen-Meiningen.
Hij trad in 1797 in het huwelijk met Louise Charlotte, dochter van Frederik Frans I van Mecklenburg-Schwerin. Na haar dood in 1801 hertrouwde hij in 1802 met Caroline Amalia, dochter van Willem IX (I) van Hessen-Kassel.
Hij werd op strenge wijze opgevoed en besteeg de troon op 12 april 1804. Zijn land loodste hij met succes door de daaropvolgende turbulente jaren. Hij was een groot bewonderaar van Napoleon Bonaparte en bewoog hem ertoe zijn land te ontzien en hem de oorlogsschatting kwijt te schelden. In 1806 trad hij toe tot de Rijnbond en zijn troepen streden aan Franse zijde in Spanje, Tirol en Rusland. Hij trad in 1815 toe tot de Duitse Bond. Ook na de restauratie werd hij bewonderd om zijn goed georganiseerde, verstandige en humane beleid, waardoor het volk hem zijn extravagantie en spilzucht graag vergaf.
August was een groot kunstliefhebber die correspondeerde met Jean Paul en Madame de Staël, maar Goethe te pedant achtte. Hij bezat een uitstekende muziekkapel, componeerde klavierstukken en liederen (waaronder de oudst bekende toonzetting van Marienwürmchen) en schreef gedichten en verhalen, waarvan alleen de idyllische roman Kyllenion, oder: Auch ich war in Arkadien in druk verscheen. Enige andere werken, onder andere het sprookje Panedone en de autobiografische Emilianische Briefe, bleven onvoltooid. Het vrouwelijke prefereerde hij boven de mannelijkheid en hij schroomde niet zich - ook als provocatie - in vrouwenkleren te vertonen.
Hij stierf plotseling op 17 mei 1822 en werd, daar hij geen zoons had, opgevolgd door zijn broer Frederik IV. Zijn enige dochter Louise was sinds 1817 gehuwd met Ernst III van Saksen-Coburg-Saalfeld en was de moeder van Ernst II van Saksen-Coburg en Gotha en de Britse prins-gemaal Albert.

## Voorouders
| Voorouders van Louise van Saksen-Gotha-Altenburg | Voorouders van Louise van Saksen-Gotha-Altenburg                                                                         | Voorouders van Louise van Saksen-Gotha-Altenburg                                                                         | Voorouders van Louise van Saksen-Gotha-Altenburg                                                          | Voorouders van Louise van Saksen-Gotha-Altenburg                                                          | Voorouders van Louise van Saksen-Gotha-Altenburg                                                        | Voorouders van Louise van Saksen-Gotha-Altenburg                                                        | Voorouders van Louise van Saksen-Gotha-Altenburg                                                     | Voorouders van Louise van Saksen-Gotha-Altenburg                                                     |
| ------------------------------------------------ | --- | --- | --- | --- | --- | --- | --- | --- |
| Overgrootouders                                  | Hertog Frederik II van Saksen-Gotha-Altenburg (1676-1732) ∞ 1695 Prinses Magdalena Augusta van Anhalt-Zerbst (1679-1740) | Hertog Frederik II van Saksen-Gotha-Altenburg (1676-1732) ∞ 1695 Prinses Magdalena Augusta van Anhalt-Zerbst (1679-1740) | Ernst Lodewijk I van Saksen-Meiningen (1672–1724) ∞ Dorothea Maria van Saksen-Gotha-Altenburg (1674-1713) | Ernst Lodewijk I van Saksen-Meiningen (1672–1724) ∞ Dorothea Maria van Saksen-Gotha-Altenburg (1674-1713) | Bernhard I van Saksen-Meiningen (1649-1706) ∞ Elisabeth Eleonora van Brunswijk-Wolfenbüttel (1658-1729) | Bernhard I van Saksen-Meiningen (1649-1706) ∞ Elisabeth Eleonora van Brunswijk-Wolfenbüttel (1658-1729) | Karel I van Hessen-Philippsthal (1682-1770) ∞ Carolina Christina van Saksen-Eisenach (1699-1743)     | Karel I van Hessen-Philippsthal (1682-1770) ∞ Carolina Christina van Saksen-Eisenach (1699-1743)     |
| Grootouders                                      | Frederik III van Saksen-Gotha-Altenburg (1699-1772) ∞ Louise Dorothea van Saksen-Meiningen (1710-1767)                   | Frederik III van Saksen-Gotha-Altenburg (1699-1772) ∞ Louise Dorothea van Saksen-Meiningen (1710-1767)                   | Frederik III van Saksen-Gotha-Altenburg (1699-1772) ∞ Louise Dorothea van Saksen-Meiningen (1710-1767)    | Frederik III van Saksen-Gotha-Altenburg (1699-1772) ∞ Louise Dorothea van Saksen-Meiningen (1710-1767)    | Anton Ulrich van Saksen-Meiningen (1687-1763) ∞ Charlotte Amalia van Hessen-Philippsthal (1730-1801)    | Anton Ulrich van Saksen-Meiningen (1687-1763) ∞ Charlotte Amalia van Hessen-Philippsthal (1730-1801)    | Anton Ulrich van Saksen-Meiningen (1687-1763) ∞ Charlotte Amalia van Hessen-Philippsthal (1730-1801) | Anton Ulrich van Saksen-Meiningen (1687-1763) ∞ Charlotte Amalia van Hessen-Philippsthal (1730-1801) |
| Ouders                                           | Ernst II van Saksen-Gotha-Altenburg (1745-1804) ∞ Maria Charlotte van Saksen-Meiningen (1751-1827)                       | Ernst II van Saksen-Gotha-Altenburg (1745-1804) ∞ Maria Charlotte van Saksen-Meiningen (1751-1827)                       | Ernst II van Saksen-Gotha-Altenburg (1745-1804) ∞ Maria Charlotte van Saksen-Meiningen (1751-1827)        | Ernst II van Saksen-Gotha-Altenburg (1745-1804) ∞ Maria Charlotte van Saksen-Meiningen (1751-1827)        | Ernst II van Saksen-Gotha-Altenburg (1745-1804) ∞ Maria Charlotte van Saksen-Meiningen (1751-1827)      | Ernst II van Saksen-Gotha-Altenburg (1745-1804) ∞ Maria Charlotte van Saksen-Meiningen (1751-1827)      | Ernst II van Saksen-Gotha-Altenburg (1745-1804) ∞ Maria Charlotte van Saksen-Meiningen (1751-1827)   | Ernst II van Saksen-Gotha-Altenburg (1745-1804) ∞ Maria Charlotte van Saksen-Meiningen (1751-1827)   |
| August van Saksen-Gotha-Altenburg (1772-1822)    | | | | | | | | |